# Sylwester J. Rzoska
Sylwester Janusz Rzoska (ur. 22 października 1956 we Wrocławiu) – profesor fizyki. Ekspert w dziedzinie w fizyki szkieł i przechłodzonych cieczy oraz polimerów, fizyki zjawisk krytycznych i przejść fazowych oraz fizyki ciekłych kryształów i ich nanokoloidów. Ponadto, ekspert w zakresie innowacyjnych metod konserwacji i transformacji żywności i farmaceutyków z użyciem silnego pola elektrycznego oraz wysokiego ciśnienia.
Kierownik Laboratorium Ceramiki i Szkła Instytutu Wysokich Ciśnień PAN w Parku Innowacyjnym w Celestynowie. Laboratorium to funkcjonuje też pod nazwą X-PressMatter Lab, i wpisane jest na Polską Mapę Infrastruktury Badawczej opracowaną przez Ministerstwo Nauki i Szkolnictwa Wyższego.

## Życiorys
Sylwester J. Rzoska ukończył studia magisterskie w Instytucie Fizyki Uniwersytetu Śląskiego w Katowicach w 1980 roku. Po studiach odbył 15 miesięczną służbę wojskową, którą zakończył uzyskaniem stopnia oficerskiego (artylerzysta). Następnie był słuchaczem Studium Doktoranckiego w Instytucie Fizyki Uniwersytetu Śląskiego w Katowicach, po którego ukończeniu podjął pracę jako specjalista naukowo techniczny, potem adiunkt i dalej profesor Uniwersytetu Śląskiego. Doktorat z fizyki doświadczalnej obronił 21 grudnia 1986 r. Stopień doktora habilitowanego uzyskał w 1993 roku w Instytucie Fizyki Molekularnej PAN w Poznaniu. Nominację profesorską odebrał z rąk prezydenta Rzeczypospolitej Polskiej Aleksandra Kwaśniewskiego w 2001 roku.
Do roku 2016 Sylwester J. Rzoska pracował w Instytucie Fizyki na Uniwersytecie Śląskim w Katowicach. W 2009 roku został pracownikiem Instytutu Wysokich Ciśnień Polskiej Akademii Nauk (IWC PAN) w Warszawie w Laboratorium Ciśnieniowanej Żywności.
Od 2016 roku jest kierownikiem Laboratorium Ceramiki i Szkła IWC PAN, w Parku Innowacyjnym IWC PAN w Celestynowie. W 2019 roku Laboratorium to zostało włączone do Polskiej Mapy Infrastruktury Badawczej pod nazwą X-PressMatter Lab. Specjalizacja Laboratorium X-PressMatter to wysokie ciśnienia wywierane na miękką materię (soft matter), szkło oraz modelową żywność i farmaceutyki.

## Działalność badawcza i praca naukowa
Prof. Sylwester J. Rzoska jest autorem ok. 250 publikacji naukowych (marzec 2023). W pracy badawczej zajmuje się między innymi fizyką szkieł, w szczególności do zastosowań w innowacyjnych magazynach energii. Są to np. szklane katody, formowane wysokim ciśnieniem, do nowych generacji baterii czy nowe implementacje efektu barokalorycznego w układach nanokoloidalnych. Szereg prac dotyczy metod wysokociśnieniowego utrwalania żywności (ang. high pressure preservation, high pressure processing – HPP), a także metod związanych z silnym polem elektrycznym (ang. pulsed electric field – PEF) i ekstrakcją superkrytyczną. W technikach eksperymentalnych specjalizacja w aplikacjach wysokich ciśnień, szerokopasmowej spektroskopii dielektrycznej (ang. broadband dielectric spectroscopy – BDS) i nieliniowej spektroskopii dielektrycznej (ang. nonlinear dielectric spectroscopy – NDS).
Był organizatorem trzech konferencji Advanced Research Workshop (ARW) z funduszy programu Science for Peace and Security Programme (SPS) NATO, w tym konferencji „Soft matter under exogenic impacts” w 2005 roku w Odessie (Ukraina), „Metastable Systems under Pressure” w 2008 roku w Odessie (Ukraina), których wynikiem są 3 książki opublikowane w wydawnictwach Kluwer oraz Springer.
Wśród szczególnych wyników badawczych można wymienić:
- opracowanie modelu wyjaśniającego zmiany przedkrytyczne nieliniowego efektu dielektrycznego (NDE) i efektu Kerra (EKE) w obszarze przedkrytycznym cieczy[5][6]

- odkrycie możliwości uzyskiwania innowacyjnych szkieł o rekordowej twardości powierzchni dzięki procesowaniu w warunkach wysokich ciśnień i temperatur, we współpracy z wraz z zespołami badawczymi z Danii (Aalborg Univ.) oraz USA (Corning Glass Inc, Penn State University)[7]
- odkrycie szczególnego ‘endogennego’ wpływu nanocząstek na efekty przedprzejściowe i uporządkowanie w ciekłych kryształach[8][9]
- odkrycie możliwości formowania szkieł o szczególnie dużym przewodnictwie elektrycznym dzięki transformacji w wysokich ciśnieniach i temperaturach, jako innowacyjnej oferty elektrod do nowych generacji baterii – o potencjalnie ‘wiecznej’ trwałości. Obejmuje też innowacyjne materiały zawierające sód zamiast litu[10][11].
- odkrycie efektów przedprzejściowych w fazie ciekłej i amorficznej orientacyjnie nieuporządkowanych kryształów (ODIC), ujawniających się w silnym polu elektrycznym podczas badań nieliniowego efektu dielektrycznego (NDE). Model oferujący wspólny opis efektów przedprzejściowych w fazie cieczy izotropowej ODIC z rodziny kryształów plastycznych i dla nematogennych materiałów ciekłokrystalicznych[12][13]
- określenie wpływu ciśnienia na temperaturę i stężenie krytyczne w roztworach binarnych o ograniczonej mieszalności i opracowanie nowej, prostej metody określania parametrów krytycznych w takich układach – co kończy 3 dekady impasu po zakwestionowaniu prawa średnic liniowych Cailletet-Mathias[14][15]
- znalezienie gigantycznego efektu przedtopnieniowego dla własności dielektrycznych w stałej fazie krystalicznej, w funkcji temperatury i ciśnienia. Wynik o szczególnym znaczeniu dla badań dotyczący efektu barokalorycznego i związanego z nim magazynowania energii[16]
- zaproponowanie koherentnego opisu zmian własności dynamicznych przy temperaturowym i ciśnieniowym zbliżaniu się punktu przejścia z cieczy przechłodzonej do stanu stałego, amorficznego szkła (glass transition) opublikowane w prestiżowym czasopiśmie Progress in Materials Science[17]

Laboratorium X-PressMatter kierowane przez Prof. Sylwestra J. Rzoska jest wyposażone w unikalny sprzęt do wysokociśnieniowego utrwalania / transformacji żywności, farmaceutyków i podobnych ‘miękkich’ materiałów; metoda ciśnieniowania materii to z j. ang. high pressure preservation – HPP. Wśród ponad 20 publikacji naukowych w tej dziedzinie, szczególną pozycję mają prace związane z aplikacją technologii HPP do utrwalania i nadawania wzmocnionych pro-zdrowotnych własności dla mleka kobiecego. Zgromadzone doświadczenia i baza R&D, m.in. Linia Pilotażowa HPP z komorą ciśnieniową o objętości 50 L, umożliwiły także opracowanie implementacji tej innowacyjnej technologii dla różnych produktów, w oparciu o zlecenia przemysłowo-biznesowe.

## Nagrody i wyróżnienia
- w latach 1995–2005 nagrody Rektora Uniwersytetu Śląskiego za działalność naukową
- po roku 2016, dwie nagrody Dyrektora IWC za publikacje o szczególnie wysokim rankingu
- trzykrotnie otrzymał grant ARW NATO na realizację konferencji typu ‘burza mózgów’ dla najlepszych specjalistów w danej dziedzinie.